# کارل-هاینتس هنریکس
کارل-هاینتس هنریکس (ایتالیایی: Karl-Heinz Henrichs؛ ۱ ژوئیه ۱۹۴۲ – ۳ آوریل ۲۰۰۸ (۶۵ سال)) دوچرخه‌سوار اهل آلمان بود.
وی در مسابقات کشوری و بین‌المللی در مجموع برندهٔ ۱ مدال طلا، ۱ مدال نقره شده‌است.